# Фреймингам
Фреймингам (на английски: Framingham) е град в окръг Мидълсекс.в щата Масачузетс, САЩ,

## География
Градът е разположен на 50 метра надморска височина на площ от 68,5 km2.

## История
Преди европейската колонизация регионът около Фреймингам е бил обитаван от местното население Нипмук. Първият заселник създава ферма на западния бряг на река Съдбъри през 1647 г. През 1660 г. Томас Данфорт, създава огромна ферма от 100 km2. По-късно градът е кръстен по името на родния град на Данфорт в Англия. Градът се развива след войната на крал Филип (1675 – 1676) и е основан официално през 1700 г. Първата църква е организирана през 1701 г., първият учител е нает през 1706 г., а първата постоянна училищна сграда е построена през 1716 г.

## Население
Според преброяването от 2020 г. общият брой на населението е 72 362 души. Градът има едно от най-големите бразилски американски популации в Съединените щати, със значително бразилско присъствие от 1980 г.
- Парк в центъра на града
- Щатския университет в града
- Улица в града